# Клара Іссова
Клара Іссова (чеськ. Klára Issová; 26 квітня 1979, Прага, Чехословаччина) — чеська акторка театру та кіно.

## Біографія
Клара Іссова народилася 26 квітня 1979 року у Празі. Клара почала вивчати драматичне мистецтво у шестирічному віці. У 1997 році закінчила Празьку консерваторію.

## Вибіркова фільмографія
- Опір (2020)
- Плюшевий ведмедик (2007)